# Gare de Cousance
La gare de Cousance est une gare ferroviaire française, elle se situe sur la ligne de Mouchard à Bourg-en-Bresse, entre les arrêts de Lons-le-Saunier et Saint-Amour, (côté Bourg-en-Bresse) au kilomètre 463,258.

## Services voyageurs

### Services
La gare ne dispose pas de guichet, ni de distributeur. En revanche, on peut y trouver un parking.

### Desserte

#### TER Bourgogne-Franche-Comté
- Ligne Besançon → Lons-le-Saunier

| Origine             | Arrêt précédent | Train | Train                       | Train | Arrêt suivant | Destination                     |
| ------------------- | --------------- | ----- | --------------------------- | ----- | ------------- | ------------------------------- |
| Belfort ou Besançon | Lons-le-Saunier |       | TER Bourgogne-Franche-Comté |       | Saint-Amour   | Lyon-Part-Dieu ou Lyon-Perrache |
| Lons-le-Saunier     | Lons-le-Saunier |       | TER Bourgogne-Franche-Comté |       | Saint-Amour   | Lyon-Perrache                   |